# Ebba Busch
Ebba-Elisabeth Busch (Uppsala, 11 februari 1987) is een Zweedse politica. Sinds oktober 2022 is zij vicepremier van Zweden en minister van Energie, Bedrijfsleven en Industrie in het kabinet van Ulf Kristersson. Busch is lid van de partij Kristdemokraterna (KD), waarvan zij sinds 2015 tevens de politiek leider is.

## Biografie
Ebba Busch (geboren als Ebba-Elisabeth Busch-Christensen) is een kind van een Zweedse moeder en een Noorse vader. Ze studeerde vredes- en conflictonderzoek aan de Universiteit van Uppsala en is lid van de Zweedse Kerk. Tussen 2013 en 2020 was ze getrouwd met de Zweedse voetballer Niklas Thor, met wie ze twee kinderen kreeg. Tijdens dat huwelijk stond ze bekend als Ebba Busch Thor.

### Politieke loopbaan
Busch begon haar politieke loopbaan in de gemeenteraad van Uppsala, waar zij vanaf 2006 als beleidssecretaris diende van raadslid Gustaf von Essen. Ze wist binnen de Zweedse christendemocratische partij (Kristdemokraterna) snel op te klimmen en ten koste van Von Essen werd ze voor de gemeenteraadsverkiezingen van 2010 naar voren geschoven als lijsttrekker. Op landelijk niveau was Busch tussen 2008 en 2011 vicevoorzitter van de Kristdemokratiska ungdomsförbundet, de jongerenafdeling van haar partij.
In 2015 stelde Busch zich kandidaat voor het landelijke partijleiderschap van de Kristdemokraterna. Op 25 april van dat jaar werd ze unaniem voor deze functie verkozen en daarmee de opvolgster van Göran Hägglund. Onder haar leiding schoven de christendemocraten verder op naar rechts en werd onder meer gepleit voor strengere maatregelen rond migratie. Bij de Zweedse parlementsverkiezingen van 2018 slaagde ze erin om de partij voor het eerst sinds 1998 weer te laten groeien: de KD kwam uit op 6,3% (22 zetels). Hierop nam Busch als parlementslid zitting in de Rijksdag, waar zij oppositie voerde tegen de sociaaldemocratische regering van premier Stefan Löfven.
Busch fungeerde opnieuw als lijsttrekker bij de verkiezingen van 2022, waarbij haar partij echter een licht verlies leed en enkele zetels moest inleveren. Desondanks speelde ze een belangrijke rol in de hieropvolgende regeringsformatie. Samen met Moderaterna, Liberalerna en gedoogpartner Sverigedemokraterna werd een rechts kabinet gesmeed (het kabinet-Kristersson), onder leiding van premier Ulf Kristersson. Busch zelf werd in deze regering benoemd tot vicepremier en minister van Energie, Bedrijfsleven en Industrie. Enkele dagen voor haar aantreden bestempelde zij het openen van nieuwe kerncentrales als een van haar doelen.
In januari 2023 kwam Busch internationaal in het nieuws door de vondst van grote hoeveelheden zeldzame aardmetalen in het noorden van Zweden. Busch verklaarde dat het uit de grond halen van de gevonden metalen "een sleutelrol gaat spelen in het vergroenen van de wereld".